# Hyloniscus refugorium
Hyloniscus refugorium är en kräftdjursart som beskrevs av Karl Wilhelm Verhoeff1933. Hyloniscus refugorium ingår i släktet Hyloniscus och familjen Trichoniscidae. Inga underarter finns listade i Catalogue of Life.